# Hồng Sơn, Hàm Thuận Bắc
Hồng Sơn là một xã thuộc huyện Hàm Thuận Bắc, tỉnh Bình Thuận, Việt Nam.
Xã Hồng Sơn có diện tích 85,39 km², dân số năm 1999 là 12763 người, mật độ dân số đạt 149 người/km².